# Groupe Yves Rocher
Groupe Yves Rocher eller Yves Rocher er en fransk kosmetikvirksomhed, der er baseret i Rennes, Bretagne. De fremstiller hudpleje, kosmetik og parfume, som de sælger i deres 3.000 butikker i 88 lande. Virksomheden blev etableret i 1965 af iværksætter Yves Rocher i La Gacilly. 
Groupe Yves Rocher har en årsomsætning på 3 mia. euro og i alt 12.500 ansatte. De ejer brands som: Daniel Jouvance, Dr Pierre Ricaud, Isabel Derroisné, Petit Bateau, Kiotis, Stanhome og Galérie Noémie.